# Sebastian (película de 2012)
Sebastian es una película estadounidense de acción, terror y misterio de 2012, dirigida por Gregori J. Martin, que también es parte de la producción, escrita por Russell Urquhart, a cargo de la fotografía estuvo Matthias Schubert y el elenco está compuesto por Daeg Faerch, Meadow Williams, Betsy Rue y Meg Foster, entre otros. Este largometraje se estrenó el 14 de abril de 2012.

## Sinopsis
Se pone en duda la identidad de Sebastian, no saben si realmente es un ángel al servicio de dios o un homicida en serie.